# Maecium
Maecium è una località storica del Lazio, situata nei pressi di Lanuvio, dove nel 389 a.C. ebbe luogo un'importante vittoria dei Romani guidati da Furio Camillo contro i Volsci di Velletri.

## Ubicazione

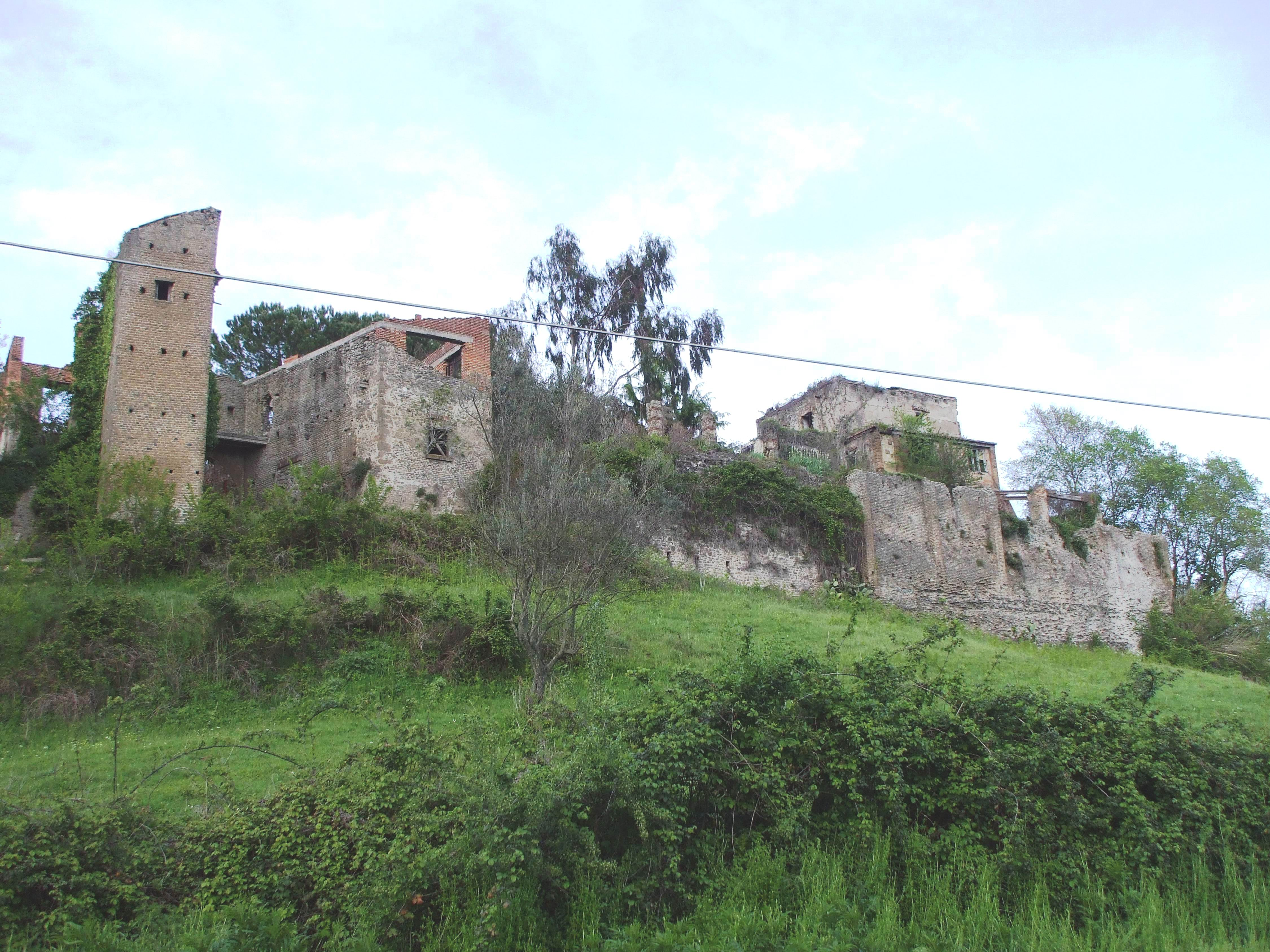
Genzano di Roma: ruderi del castello di San Gennaro

Recentemente il sito di questa città è stata identificata dove sorgono i resti del castello di San Gennaro, presso Lanuvio, nelle cui fondazioni compare una cinta muraria in opera quadrata di tufo del IV secolo a.C., sopra la quale venne eretto poi il castello medievale. Diodoro Siculo infatti riferisce che Maecium era posta a 200 stadi da Roma, circa 36 km, corrispondenti grosso modo alla distanza attuale tra Roma e San Gennaro (34 km).
Nel 389 a.C., durante la guerra contro i Volsci, i Romani crearono una postazione militare e strategica a ridosso dell'attuale Via Appia e fortificarono un colle posto al confine col territorio dei Volsci, sul fosso di San Gennaro. I Volsci, ritenendo che le forze di Roma fossero rimaste fiaccate dal sacco dei Galli del 390 a.C., assediarono l'esercito romano stanziato sul colle. I Romani assediati riuscirono comunque ad avvertire il senato, il quale inviò sul posto Furio Camillo, nella circostanza eletto dittatore per la terza volta. Il generale romano aggirò con un lungo percorso il monte Mecio, di nascosto dal nemico, e dispose l'esercito alle sue spalle, impedendone di fatto ogni via di fuga. I Volsci allora si rinserrarono all'interno del proprio accampamento, posto nei pressi del colle, il quale era costituito da un terrapieno rinforzato da palizzate di legno. Quindi Camillo, approfittando di un forte vento che scendeva dai monti verso l'accampamento volsco, fece lanciare dei proiettili incendiari verso la loro palizzata. Con l'aiuto del vento si sviluppò un grande incendio che avvolse tutta la cinta ed i Volsci, costretti ad uscire dal campo, trovarono i Romani in armi che li sterminarono. Dopo questa vittoria Camillo lasciò a capo dell'accampamento suo figlio Lucio per la custodia dei prigionieri e del bottino, quindi invase il territorio volsco per depredarlo.
Confrontando le varie versioni della guerra si può notare come il luogo che Livio chiama "Maecium" corrisponda alla medesima località che gli storici greci Diodoro Siculo e Plutarco chiamano invece "Markion", variante in greco di "Maecium".
In epoca tardo-repubblicana, quando il sito perse la sua funzione difensiva, vi fu insediata la statio di Sublanuvium.